# Tionesta
Tionesta is een plaats (borough) in de Amerikaanse staat Pennsylvania, en valt bestuurlijk gezien onder Forest County.

## Demografie
Bij de volkstelling in 2000 werd het aantal inwoners vastgesteld op 615.
In 2006 is het aantal inwoners door het United States Census Bureau geschat op 592, een daling van 23 (-3,7%).

## Geografie
Volgens het United States Census Bureau beslaat de plaats een oppervlakte van
3,5 km², geheel bestaande uit land. Tionesta ligt op ongeveer 339 m boven zeeniveau.

## Plaatsen in de nabije omgeving
De onderstaande figuur toont nabijgelegen plaatsen in een straal van 24 km rond Tionesta.